# Club Malvín
El Club Malvín es una institución social y deportiva de Montevideo, Uruguay, fundada el 28 de enero de 1938 en el residencial barrio montevideano de Malvín. El club practica diversos deportes, entre los que se destacan el handball, gimnasia artística, voleyball, natación y el tenis, pero el de más relevancia es el baloncesto.
Como institución social se destaca por ser el primer Club de Latinoamérica y el Caribe de pertenecer a la campaña de ONU Medio Ambiente de Martes Limpios, así como también por su trabajo en género, siendo el primer Club uruguayo en firmar los WEPs y profesionalizar el Basketball Femenino.
En la rama masculina participado en 56 temporadas de primera división en el basketball uruguayo, obteniendo su primer ascenso al círculo de privilegio en el año 1942. Desde la creación de la Liga Uruguaya de Básquetbol, es el club que más la ha conquistado, con cinco trofeos (2006-07, 2010-11, 2013-14, 2014-15 y 2017-18).
En lo que tiene que ver a la rama femenina, el Club es el más galardonado de la historia del deporte uruguayo, conquistando 21 títulos oficiales de la Liga Femenina de Basketball.

## Historia
El Club Malvín fue fundado oficialmente el 28 de enero de 1938 en Malvín, un barrio de Montevideo que entonces estaba dedicada al veraneo. La Primera sede del Club estaba en un predio en la calle Río de la Plata esquina Orinoco, arrendado por Alberto Nieto, presidente provisorio del club, aunque a lo largo de los años tuvieron varias más. En la cuarta (en la calle Míchigan), se llegó a construir incluso una pista de patín en la que se hacían además bailes y eventos sociales.
Su primera actividad deportiva fue el Campeonato Federal de básquetbol de 1938 de 4.ª de Ascenso en la primera cancha del club, en la calle Amazonas frente a Mal Abrigo. La misma había sido construida en forma colectiva por dirigentes, asociados y jugadores. En 1946, debido al estado precario de la cancha, adquieren un nuevo predio de 4500 m² en los médanos de la costa.
Las obras comenzaron al año siguiente, con la colaboración de los vecinos de la zona que aportaban materiales y mano de obra. El arquitecto Raúl Sichero, socio de la institución, realizó honorariamente los planos de la obra, con la colaboración de Rúben Carcavallo. La obra fue iniciada por Alberto Martínez Oliva, presidente por varios ejercicios hasta su fallecimiento en 1951. Posteriormente José García Patiño, un comerciante de la zona, se encargaría de culminar la obra.
El Estadio del Club Malvín se inaugura oficialmente el 30 de agosto de 1952. A la inauguración asistieron autoridades nacionales y departamentales, como el Intendente de Montevideo Germán Barbato y el presidente de la Junta Departamental, Ignacio Bassano, quienes se comprometieron a expropiar los predios linderos sobre la Avenida Legrand, Rivera y Gallinal, para crear un Centro Deportivo de Malvín. El Estadio tenía una tribuna de hormigón con capacidad para 3000 personas y una sede social con un pequeño gimnasio para múltiples funciones, una cantina y espacio para obras futuras.
Durante la presidencia de Juan Francisco Canil, (a partir de 1975 hasta fines de la década de 1980) el club efectuó el pasaje básquetbol amateur al profesional. También por entonces se construyen la canchas de tenis, y se inauguran la sala de musculación y la piscina abierta.
En la década de 1990 el Club culmina la obra del gimnasio cerrado, donde disputa actualmente los Campeonatos Federales y entrenan los diversos planteles.

## Palmarés
- Liga Uruguaya de Básquetbol (5): 2006-07, 2010-11, 2013-14, 2014-15 y 2017-18 (Es el club más ganador de dicha competición)
- Torneo Super 4 (3): 2009, 2014 y 2016 (Es el club más ganador de dicha competición)
- Campeonato Federal de Segunda de Ascenso (4): 1941, 1954, 1993 y 1998.
- Campeonato Federal de Tercera de Ascenso (1): 1939
- Campeonato Federal de Cuarta de Ascenso (1): 1938 (Invicto)

Además del Campeonato de Liga de 2006/2007, conseguido bajo la dirección técnica de Pablo López y figuras como Fernando Martínez, y Marcelo Pérez, Malvín obtuvo el Vicecampeonato en el Torneo de 1971 y varios Torneos de Segunda División.
Campeonatos ganados
| Año     | Título ganado                                       |
| ------- | --------------------------------------------------- |
| 1938    | Campeón Federal de cuarta (Invicto) (Asciende)      |
| 1939    | Campeón Federal de tercera (Asciende)               |
| 1940    | Campeón Torneo Preparación de Segunda               |
| 1940    | Subcampeón Federal de Segunda                       |
| 1941    | Campeón Federal de Segunda (Asciende)               |
| 1942    | Subcampeón Torneo Invierno de 1.ª División          |
| 1944    | Campeón Torneo Preparación de 1.ª "Lord Willington" |
| 1954    | Campeón Federal de Segunda (Asciende)               |
| 1955    | Subcampeón Torneo Invierno de 1.ª División          |
| 1962    | Subcampeón Federal de Segunda (Asciende)            |
| 1971    | Subcampeón Federal de Primera                       |
| 1971    | Campeón Torneo Primavera de Primera División        |
| 1993    | Campeón Federal de Segunda                          |
| 1998    | Campeón Federal de Segunda                          |
| 2006    | Campeón Torneo Clasificatorio de Primera División   |
| 2006/07 | Campeón Liga Uruguaya de Primera División           |
| 2009    | Subcampeón Copa Sancor Seguros                      |
| 2009    | Campeón Torneo Super 4 Primera División             |
| 2009/10 | Subcampeón Torneo Clasificatorio Primera División   |
| 2009/10 | Subcampeón Liga Uruguaya Primera División           |
| 2010    | Campeón Copa Sancor Seguros                         |
| 2010/11 | Campeón Liga Uruguaya de Primera División           |
| 2013/14 | Campeón Liga Uruguaya de Primera División           |
| 2014/15 | Campeón Liga Uruguaya de Primera División           |
| 2017/18 | Campeón Liga Uruguaya de Primera División           |

- Competencias disputadas

| Año     | Divisional | Posición        | Descripción |   |
| ------- | ---------- | --------------- | --- | - |
| 1938    | Cuarta     | Campeón Invicto | Malvín jugó sin cancha propia. |   |
| 1939    | Tercera    | Campeón         | A fin de año, en la séptima fecha del torneo, se inauguró la primera cancha, ubicada en Amazonas y Mal Abrigo. |   |
| 1940    | Segunda    | Subcampeón      | Perdió la final con Welcome en el Parque Central. |   |
| 1941    | Segunda    | Campeón         | Malvín ascendió a Primera |   |
| 1942    | Primera    | 8°              | Quedó arriba de Welcome, Bohemios, Defensor y Velsen. |   |
| 1943    | Primera    | 6°              | Terminó a siete puntos del primero. |   |
| 1944    | Primera    | 8°              | Fue campeón del torneo de preparación Copa Lord Willingdon. |   |
| 1945    | Primera    | 8°              | - |   |
| 1946    | Primera    | 4°              | - |   |
| 1947    | Primera    | 7°              | Eduardo Gordon fue el segundo goleador del Federal con 499 puntos. Malvín anotó un total de 1271. |   |
| 1948    | Primera    | 7°              | Gordon y Folle participaron de los Juegos Olímpicos de Londres. |   |
| 1949    | Primera    | 10°             | - |   |
| 1950    | Primera    | 10°             | - |   |
| 1951    | Primera    | 13°             | - |   |
| 1952    | Primera    | 15°             | Malvín perdió la categoría. Gordon fue declarado profesional en el período de pases y no jugó. Malvín inauguró el estadio García Patiño en la calle Legrand.                                                                    |   |
| 1953    | Segunda    | 3°              | - |   |
| 1954    | Segunda    | Campeón         | Perdió los primeros tres partidos y luego permaneció invicto por 27. |   |
| 1955    | Primera    | 8.º             | Estrenó el primer tablero electrónico de Sudamérica[cita requerida]. Fue de gira a Brasil contando con la participación especial de Oscar Moglia. Malvín salió Vicecampeón del Torneo Invierno, perdiendo la final con Peñarol. |   |
| 1956    | Primera    | 14.º            | - |   |
| 1957    | Primera    | 13.º            | Debutó Poconé Fossa, el máximo goleador de la historia del Club. |   |
| 1958    | Primera    | 5°              | - |   |
| 1959    | Primera    | 14°             | Jugó la ronda del descenso. Salvó la permanencia en la última pelota. |   |
| 1960    | Primera    | 16°             | Malvín perdió la categoría. |   |
| 1961    | Segunda    | ?               | - |   |
| 1962    | Segunda    | Subcampeón      | - |   |
| 1963    | Primera    | 12°             | - |   |
| 1964    | Primera    | 4°              | Quedó a siete puntos del primero. |   |
| 1965    | Primera    | 4°              | - |   |
| 1966    | Primera    | 12°             | - |   |
| 1967    | Primera    | 7°              | En este año la Primera División se dividió en dos series. Malvín jugó en la serie B. Ganó 19 partidos y perdió 4. |   |
| 1968    | Primera    | 9°              | Fue sexto en la serie A. |   |
| 1969    | Primera    | 9°              | - |   |
| 1970    | Primera    | 3°              | - |   |
| 1971    | Primera    | Subcampeón      | El campeón fue Olimpia y Malvín ocupó el segundo lugar junto con Capurro. Salió campeón del Torneo Primavera. |   |
| 1972    | Primera    | 4.º             | - |   |
| 1973    | Primera    | 4.º             | - |   |
| 1974    | Primera    | 5°              | Debutó Sergio Somma. |   |
| 1975    | Primera    | 9.º             | - |   |
| 1976    | Primera    | 4°              | Comenzó como DT Rodolfo Porteiro y terminó Alfredo Venditto. |   |
| 1977    | Primera    | 3°              | Torneo a tres ruedas. |   |
| 1978    | Primera    | 8°              | Llegan los primeros extranjeros al básquetbol uruguayo. Malvín inauguró sus canchas de tenis por la gestión de Virginio Pelusso.                                                                                                |   |
| 1979    | Primera    | 5°              | Se inicia oficialmente el profesionalismo. |   |
| 1980    | Primera    | 4°              | Malvín jugó la Liguilla. |   |
| 1981    | Primera    | 6°              | - |   |
| 1982    | Primera    | 5°              | - |   |
| 1983    | Primera    | 4°              | - |   |
| 1984    | Primera    | 7°              | Debutó César Somma como DT. Juan Carlos Mignone, el jugador uruguayo más alto con 2.11, participó de los Juegos Olímpicos de Los Ángeles 1984 con la selección.                                                                 |   |
| 1985    | Primera    | 5°              | Malvín clasificó a la ronda por el título. |   |
| 1986    | Primera    | 8°              | Culminó sexto en la Primera fase. Anotó 2043 puntos y recibió 2066. |   |
| 1987    | Primera    | 5°              | Clasificó a la ronda por el título. |   |
| 1988    | Primera    | 5°              | Comienza dirigiendo Campos y culmina Daniel Pérez. |   |
| 1989    | Primera    | 7°              | - |   |
| 1990    | Primera    | 8°              | Malvín fue eliminado en play-offs por Biguá. |   |
| 1991    | Primera    | 5°              | Fue eliminado en play-offs por Neptuno. |   |
| 1992    | Primera    | 12°             | Malvín pierde la categoría tras 29 años en Primera. |   |
| 1993    | Segunda    | Campeón         | El equipo subcampeón fue Welcome. |   |
| 1994    | Primera    | 5°              | Eliminado en play-offs por Aguada. |   |
| 1995    | Primera    | 7°              | Eliminado en play-offs por Aguada. |   |
| 1996    | Primera    | 10°             | Por Primera vez Malvín juega en su propio gimnasio cerrado inaugurado ese mismo año con el nombre de Juan Francisco Canil, fallecido el año anterior.                                                                           |   |
| 1997    | Primera    | 13°             | Malvín perdió la categoría con Neptuno en cancha de Aguada. |   |
| 1998    | Segunda    | Campeón         | - |   |
| 1999    | Primera    | 8°              | Eliminado en play-offs ante Welcome. |   |
| 2000    | Primera    | 10°             | Jugó el Torneo Permanencia. |   |
| 2001    | Primera    | 11°             | Jugó el Torneo Permanencia. |   |
| 2002    | Primera    | 5°              | Eliminado en play-offs por Welcome. |   |
| 2003    | Primera    | 7°              | Eliminado en play-offs por Unión Atlética. Este fue el último Federal. |   |
| 2004/05 | Primera    | 7°              | Jugó la Liga Uruguaya. Fue eliminado en play-offs por Trouville. |   |
| 2005/06 | Primera    | 10°             | Eliminado en el Clasificatorio. |   |
| 2006/07 | Primera    | Campeón         | El DT fue Pablo López. Fernando Martínez fue considerado el mejor jugador del Torneo. |   |
| 2007/08 | Primera    | 7°              | - |   |
| 2008/09 | Primera    | 3°              | Eliminado en semifinal por Defensor Sporting. |   |
| 2009/10 | Primera    | Subcampeón      | Perdió la final con Defensor Sporting por 0 - 3. Llegó a la misma tras derrotar a Unión Atlética 3 a 2 en un último partido en cifras de 77 a 68.                                                                               |   |
| 2010/11 | Primera    | Campeón         | Derrota en las finales a Biguá por 3 - 1. |   |
| 2011/12 | Primera    | Subcampeón      | Pierde la final con Hebraica y Macabi por 2 - 3. |   |
| 2012/13 | Primera    | 3°              | - |   |
| 2013/14 | Primera    | Campeón         | Derrota en las finales a Defensor Sporting por 4 - 1. |   |
| 2014/15 | Primera    | Campeón         | Derrota en las finales a Trouville por 4 - 1. |   |
| 2015/16 | Primera    | 4°              | - |   |
| 2016/17 | Primera    | 4°              | - |   |
| 2017/18 | Primera    | Campeón         | Derrota en las finales a Aguada por 4 - 3. | - |
| 2018/19 | Primera    | Subcampeón      | Pierde en las finales frente a Aguada por 3 - 4. | - |
| 2019/20 | Primera    | 8.º             | Pierde en cuartos de final frente a Urunday Universitario por 0 - 3. | - |
| 2020/21 | Primera    | 8.º             | Pierde en cuartos de final frente a Biguá por 0 - 2. |   |
| 2021/22 | Primera    | 5.º             | Pierde en cuartos de final frente a Peñarol por 2 - 3. |   |
| 2022/23 | Primera    | 4.º             | Pierde en semifinales frente a Hebraica y Macabi por 1 - 3. |   |

## Clásicos de la Playa en Liga Uruguaya
- Partidos disputados: 29
- Ganados por Malvín: 16
- Ganados por Unión Atlética: 13
- Goleador: Fernando Martínez con 361 puntos en 18 Clásicos jugados, de los cuales ganó 11 y perdió 7 con un promedio de 20 puntos por encuentro.

### Resultados del Clásico de la playa por Liga Uruguaya
| Año  | Resultado            | Año  | Resultado            |
| ---- | -------------------- | ---- | -------------------- |
| 2004 | Unión 81 - Malvín 75 | 2009 | Malvín 62 - Unión 61 |
| 2005 | Malvín 91 - Unión 87 | 2009 | Malvín 77 - Unión 69 |
| 2005 | Malvín 93 - Unión 76 | 2009 | Unión 98 - Malvín 84 |
| 2006 | Unión 93 - Malvín 91 | 2009 | Malvín 91 - Unión 85 |
| 2006 | Malvín 71 - Unión 68 | 2009 | Unión 89 - Malvín 82 |
| 2006 | Malvín 79 - Unión 73 | 2009 | Malvín 77 - Unión 68 |
| 2006 | Malvín 88 - Unión 78 | 2010 | Unión 89 - Malvín 78 |
| 2007 | Unión 78 - Malvín 63 | 2010 | Unión 57 - Malvín 54 |
| 2007 | Malvín 87 - Unión 85 | 2011 | Malvín 75 - Unión 68 |
| 2007 | Malvín 95 - Unión 60 | 2011 | Malvín 73 - Unión 63 |
| 2007 | Malvín 98 - Unión 93 | 2012 | Unión 77 - Malvín 76 |
| 2008 | Unión 85 - Malvín 67 | 2012 | Unión 75 - Malvín 71 |
| 2008 | Malvín 84 - Unión 73 | 2013 | Unión 72 - Malvín 67 |
| 2009 | Unión 84 - Malvín 75 | 2016 | Malvín 71 - Unión 60 |
| 2009 | Unión 92 - Malvín 89 |      |                      |

## Participación en Torneos internacionales

### Liga Sudamericana

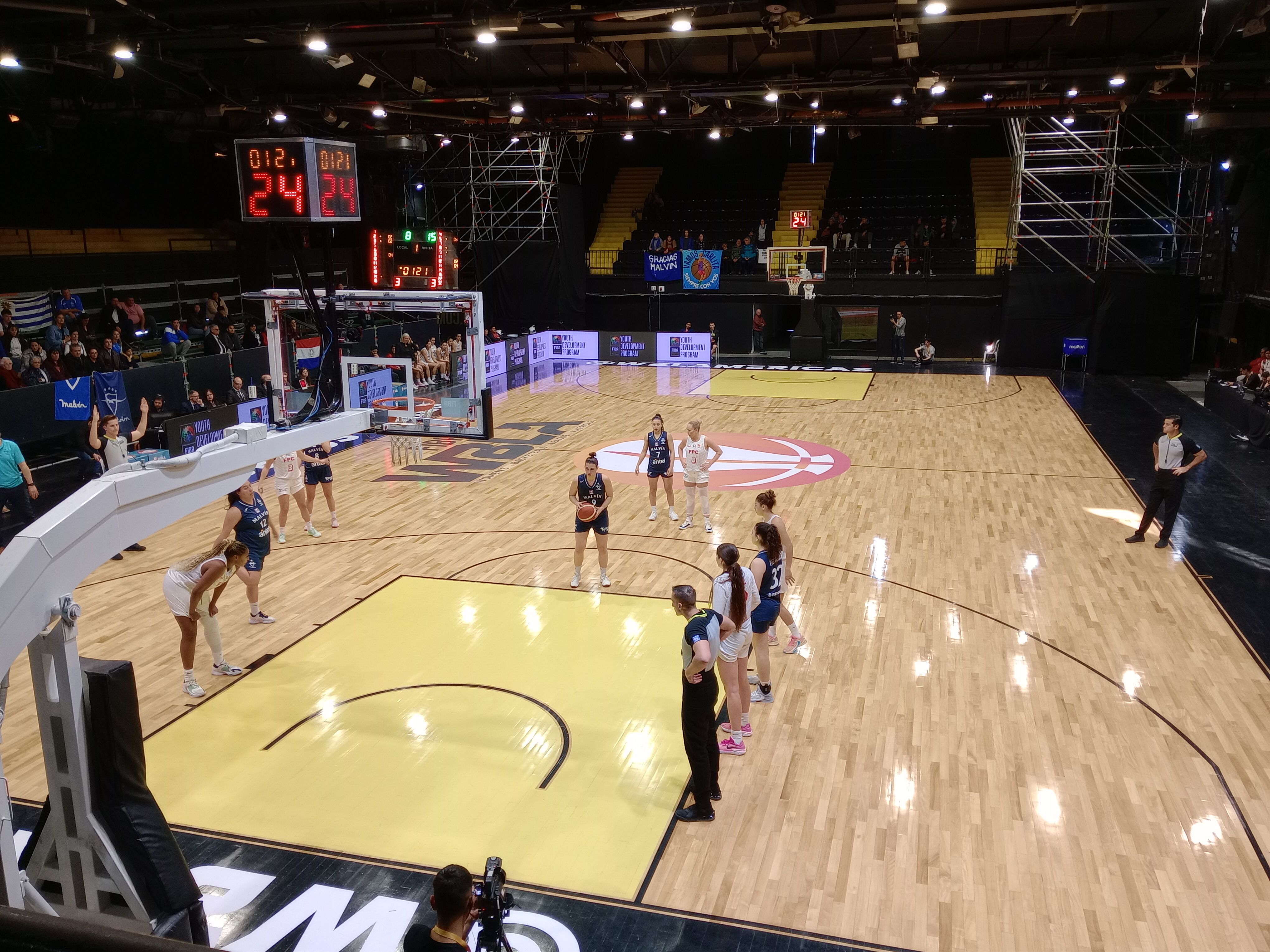
Malvín enfrentando al Félix Perez Cardozo de Paraguay por la Liga Femenina de Baloncesto de las Américas 2023

- 2007: Disputó la Liga Sudamericana de Clubes quedando séptimo en América y segundo en su serie al derrotar a Gatos de Monagas de Venezuela por 83 a 78. Venció a Deportivo San José de Paraguay por 89 a 64 y perdió con el organizador de su serie, por 74 a 64. En la llave definitoria perdió en Montevideo y en Argentina con el Campeón de la Liga Sudamericana, Libertad de Sunchales.

- 2008: Disputó la Liga Sudamericana de Clubes culminando último en su serie en Corrientes, Argentina, siendo sus rivales Deportivo Táchira de Venezuela, el Club de Regatas Corrientes de Argentina y Sol de América de Paraguay.

- 2009: Disputó la Liga Sudamericana de Clubes en Entre Ríos, Argentina, quedando tercero en su serie. Solamente le ganó a Defensor Sporting en cifras de 73 a 63. Fue Campeón del Torneo Súper 4 al vencer en la final a Defensor Sporting Club en Trinidad, Flores, Uruguay.

### Liga de las Américas
- 2010: Disputó la Liga de las Américas en Xalapa, México, perdiendo los 3 partidos de su serie, siendo sus rivales Halcones UV Xalapa, Obras Sanitarias de Argentina y Joinville de Brasil.

La rama femenina, por su parte, disputó la Liga Sudamericana Femenina de Clubes de Básquetbol de 2022 y la Liga Femenina de Baloncesto de las Américas 2023.

## Plantel actual
| Plantel 2023-24     | Plantel 2023-24 | Plantel 2023-24     | Plantel 2023-24 | Plantel 2023-24 |
| ------------------- | --------------- | ------------------- | --------------- | --------------- |
| Nombre de jugador   | Posición        | Fecha de nacimiento | Altura          |                 |
| Felipe Serdio       | Base            | 25-07-2003          | 1.80            |                 |
| Pedro Mendive       | Base            | 03-07-2002          | 1.78            |                 |
| Lucas Capalbo       | Base            | 22-03-2000          | 1.75            |                 |
| Marcos Cabot        | Base            | 05-07-1989          | 1.78            |                 |
| Nahuel Rodríguez    | Escolta         | 09-12-2004          | 1.92            |                 |
| Anthony Hilliard    | Escolta         | 28-06-1986          | 1.95            |                 |
| Nicolás Martínez    | Alero           | 28-10-2003          | 2.07            |                 |
| Juan Diego Cabillón | Alero           | 20-01-2000          | 1.92            |                 |
| Jamal Bieniemy      | Alero           | 08-11-1999          | 1.98            |                 |
| Marcel Souberbielle | Alero           | 29-11-1991          | 1.99            |                 |
| Pedro Villar        | Ala-Pivot       | 04-01-2004          |                 |                 |
| Franco Brun         | Ala-Pivot       | 20-05-2004          | 1.90            |                 |
| Emmitt Holt         | Pivot           | 23-04-1996          | 2.00            |                 |
| Kiril Wachsmann     | Pivot           | 12-11-1984          | 2.00            |                 |
| Cuerpo técnico      |                 |                     |                 |                 |
| Federico Camiña     | Entrenador      | 06-02-1971          |                 |                 |

## Estadio cubierto
El reducto oficial del Club Malvín es el Gimnasio Juan Francisco Canil. El mismo fue fundado el 28 de enero de 1996, y se encuentra ubicado en el cruce de Avda. Legrand y Avda. Rivera en el barrio homónimo de Montevideo. Desde su inauguración fue muy importante para el desarrollo de las actividades del club, tanto a nivel poli-deportivo como en el incremento de su masa social. Tiene una capacidad para 1050 personas y alberga los juegos del equipo de baloncesto, de futsal, tanto en mayores como en categorías juveniles.
El club tenía, desde 1952, un estadio abierto: José García Patiño, un comerciante que contribuyó con la obra. Al construirse el nuevo estadio fue destinado a espectáculos carnavalescos aprovechando su gran tribuna de hormigón. 
La construcción del estadio cerrado comenzó en 1994. La empresa contratada realizó la estructura de hormigón y el resto fue obra de los funcionarios y socios del club. Se inauguró el 28 de enero de 1996 con la presencia de jugadores en actividad e históricos del club, aunque ya había sido usado antes. 
El festejo incluyó una demostración de todas las disciplinas deportivas que se practican en el club, desde el karate hasta la gimnasia rítmica.
Esta obra fue sumamente dificultosa, teniendo en cuenta la situación económica de la institución a inicios de la década de los 90. Juan Francisco Canil, presidente del club, impulsó por todos los medios posibles el desarrollo del gimnasio. La venta del jugador Juan Manuel Moltedo a Il Messagero de Roma significó un ingreso para la institución de 175 mil dólares aproximadamente, además de la transferencia de Marcelo Capalbo para Hebraica del medio local .
El gimnasio lleva el nombre de quien presidía el club en esa época, pero él no pudo ver la inauguración ya que falleció antes. 
La construcción de un recinto de este tipo es un avance significativo para el club, ya que lo ha llevado a ser una institución modelo en el Uruguay.